# كاذبي الجميل
كاذبي الجميل (بالكورية: 소용없어 거짓말)؛ هو مسلسل تلفزيوني كوري جنوبي، من بطولة كيم سو-هيون، هوانغ مين-هيون وسيو جي-هون. عرض على قناة تي في إن في 31 يوليو الى 19 سبتمبر 2023، بث يومي الإثنين والثلاثاء الساعة 20:50 (KST).

## القصة
سول هي، هي امرأة شابة أصبحت لا تثق بأحد بسبب قدرتها على سماع الأكاذيب. تدخل سول هي في لغز عندما تعلم أن المشتبه به في جريمة قتل يقول الحقيقة بينما لا يصدقه أحد.

## بطولة
- كيم سو-هيون في دور موك سول-هي: شخص تخلت عن سعادتها اليومية عندما كانت صغيرة بسبب قدرتها على سماع الأكاذيب.[7]
- هونغ مين هيون في دور كيم دو-ها: ملحن ومنتج مشهور في كوريا يطلق عليه اسم الشهرة "كي" ، واسمه الحقيقي وعمره ومكان ميلاده وحالته الاجتماعية كلها خاصة.[8]
- سيو جي-هون في دور لي كانغ-مين: محقق تم تشخيص إصابته بسرطان المعدة.[9]
- يون جي أون في دور جو ديوك تشان: ممثل جاي انترتينمنت الذي يعرف هوية كيم دو-ها.[10]
- لي سي وو في دور شا أون: مغنية منفردة كبيرة والأخت الصغرى للأمة.[11]

### ظهور خاص
- كيم سون-هيون في دور تشوي يي ايل[12]
- هان جي يون[13]

## المشاهدات
| الموسم | الموسم | رقم الحلقة | رقم الحلقة | رقم الحلقة | رقم الحلقة | رقم الحلقة | رقم الحلقة | رقم الحلقة | رقم الحلقة | رقم الحلقة | رقم الحلقة | رقم الحلقة | رقم الحلقة | رقم الحلقة | رقم الحلقة | رقم الحلقة | رقم الحلقة | المتوسط |
| الموسم | الموسم | 1          | 2          | 3          | 4          | 5          | 6          | 7          | 8          | 9          | 10         | 11         | 12         | 13         | 14         | 15         | 16         | المتوسط |
| ------ | ------ | ---------- | ---------- | ---------- | ---------- | ---------- | ---------- | ---------- | ---------- | ---------- | ---------- | ---------- | ---------- | ---------- | ---------- | ---------- | ---------- | ------- |
|        | 1      | 618        | 623        | 681        | 666        | 714        | 799        | 731        | 635        | 594        | 677        | 479        | 653        | 600        | 641        | 766        | 737        | 669     |

| الحلقات | تاريخ البث     | تقييمات "نيلسن كوريا" | تقييمات "نيلسن كوريا" |
| الحلقات | تاريخ البث     | على الصعيد الوطني     | سيئول                 |
| ------- | -------------- | --------------------- | --------------------- |
| 1       | 31 يوليو 2023  | 2.589%                | 2.201%                |
| 2       | 1 اغسطس 2023   | 3.194%                | 3.194%                |
| 3       | 7 اغسطس 2023   | 2.832%                | 3.145%                |
| 4       | 8 اغسطس 2023   | 2.884%                | 3.079%                |
| 5       | 14 اغسطس 2023  | 3.017%                | 3.772%                |
| 6       | 15 اغسطس 2023  | 3.446%                | 3.446%                |
| 7       | 21 اغسطس 2023  | 2.863%                | 2.980%                |
| 8       | 22 اغسطس 2023  | 2.879%                | 3.198%                |
| 9       | 28 أغسطس 2023  | 2.351%                | 2.431%                |
| 10      | 29 أغسطس 2023  | 2.832%                | 2.939%                |
| 11      | 4 سبتمبر 2023  | 2.355%                | 2.292%                |
| 12      | 5 سبتمبر 2023  | 3.194%                | 3.623%                |
| 13      | 11 سبتمبر 2023 | 2.958%                | 3.093%                |
| 14      | 12 سبتمبر 2023 | 2.889%                | 2.922%                |
| 15      | 18 سبتمبر 2023 | 3.406%                | 3.860%                |
| 16      | 19 سبتمبر 2023 | 3.440%                | 3.405%                |
| متوسط   | متوسط          | 2.928%                | 3.123%                |

## الإنتاج

### صناعة
من إخراج نام سونغ وو، الذي أخرج أعمالًا مثل شريكي في السكن جوميهو (2021)، ومن كتابة سيو جيونغ-اون التي كتبت مسلسل رومانسية الدقيقة الأخيرة.

### طاقم
في 21 سبتمبر 2022 ، أفيد أن هوانغ مين-هيون و كيم سو-هيون كانا في محادثات لدور البطولة في الدراما أكاذيب عديمة الفائدة.

### تصوير
في 2 نوفمبر 2023 ، أعلن عن بداية تصوير المسلسل في فبراير 2023.

## روابط خارجية
- الموقع الرسمي
 (بالكورية)
- كاذبي الجميل على هانسينما
- كاذبي الجميل على موقع IMDb (الإنجليزية)
- كاذبي الجميل على موقع قاعدة بيانات الفيلم (الإنجليزية)